# Céltartalék
A számvitelben céltartaléknak nevezzük az olyan kötelezettséget, amelynek az összege vagy az esedékessége bizonytalan. Ez az IFRS szerinti meghatározás; a magyar számviteli törvény szerinti értelmezés ezen a definíción belül mozog, de csak bizonyos fajta céltartalékokat ismer el.
Példa olyan gazdasági eseményekre, amelyek mind a magyar, mind az IFRS szerinti számvitelben céltartalék képzéssel járnak:
- Az éves beszámoló készítésekor folyamatban van egy per, amelyet a jogászunk véleménye szerint el fogunk veszteni, és az perből fakadó fizetési kötelezettségünk 250.000 forint lesz. Ebben az esetben fel kell vennünk egy ilyen összegű céltartalékot a vállalkozás mérlegébe.
- Az üzleti évben eladtunk 200 millió forint értékű kenyérpirítót, amelyekkel kapcsolatban jótállási kötelezettségünk van. Az előző időszakok átlagos tapasztalatai alapján a bevétel 1%-át el kell majd költeni a garanciális javításokra. Ebben az esetben fel kell vennünk egy 2 millió forintos céltartalékot a vállalkozás mérlegébe.